# Ingrid Caven
Ingrid Caven (3 de agosto de 1938, Saarbrücken) es una actriz y cantante alemana.
Fue descubierta por Rainer Werner Fassbinder en un teatro de variedades, y la introdujo en su círculo de colaboradores, dándole papeles en numerosas películas. Incluso estuvieron casados, entre 1970 y 1972.
Además de aparecer en casi 50 películas, Ingrid Caven continuó con su carrera de cantante, teniendo mucho éxito en los años 70 en Francia, donde se la consideraba "una mezcla entre Edith Piaf y Marlene Dietrich", y fue amiga y musa de Yves Saint Laurent, que la vestía para sus actuaciones.
Su repertorio básicamente se nutre de canciones de Peer Raben con letras de Fassbinder (entre otros).
Aunque aparece en muchas películas de Fassbinder, sus principales papeles:
- Corinna en Viaje a la felicidad de Mamá Küsters (1975)
- Lisa en Satansbraten (1976)
- Zora en En un año de 13 lunas (1978)

Actualmente vive con el escritor francés Jean Jacques Schuhl, que ganó el Premio Goncourt del año 2000 con una novela titulada Ingrid Caven (aunque no se trata de una biografía de ella exactamente). 
Su carrera como cantante ha vivido en estos últimos años un resurgimiento en Francia.

## Discografía completa
- Ingrid Caven au Pigall's (1978)
- Der Abendstern (1979)
- Ingrid Caven live in Hamburg (1980)
- Spass (1986)
- Helle Nacht (1998)
- Chambre 1050 (2000)
- Ingrid Caven chante Edith Piaf (2001)